# Tangeritina
La tangeritina és una flavona polimetoxilada present en la pela de la mandarina (tangerine en anglès) i d'altres fruits cítrics. La tangeritina enforteix la paret cel·lular i la protegeix d'invasions. La tangeritina està disponible com suplement dietètic. Alguns estudis fets en animals de laboratori apunten al fet que la tangeritina fa abaixar el colesterol. En els hàmsters protegeix de la malaltia de Parkinson. La Tangeritina mostra potencial com a agent contra el càncer.